# Play The Game
「Play The Game」（プレイ・ザ・ゲーム）は、CHEMISTRYの配信限定シングル。

## 概要
シングルとしては2023年発売の「スパロウズ」より約1年振りとなり、純粋な新曲としての配信限定シングルは本作がCHEMISTRY自身初となる。
本作は『J SPORTS STADIUM 2024』野球中継テーマソングとしてのタイアップがついており、タイトルの由来はタイアップ先に準えて「試合をする」と言う意味合いもあるが、「正々堂々とやる」と言う意味合いも含めているとのことで、野球を初めとしたスポーツの意味だけに留まらない普遍的な意味合いを持たせているという。
本作では、堂珍嘉邦と川畑要が作詞に参加しており、松尾潔との共同作となっている。また、本作について堂珍は「J SPORTS STADIUM 2024』野球中継テーマソングに選んでいただけたと言うことで、歌詞の中でもスポーツをイメージしています。勝ち負けももちろん大事だけど、恐れずに飛び込んでいこうという、背中を押すようなメッセージを込ました」と語っており、川端も「アップテンポで疾走感があるサウンドからも、ポジティブにゲームを楽しむ気持ちを感じて頂けたら」と語っている。
また、本作はミニ・アルバム『BLUE CHEMISTRY』のリード曲としても位置付けられており、ビデオ・クリップが制作、公開されており、タイアップ先に因んで野球の要素や雰囲気が取り入れられており、監督は鈴木利幸が務めており、スタイリッシュなライティングに彩られたスタジオセットと、広大なスタジアムを舞台に撮影がなされたという。

## 収録曲
1. Play The Game
作詞：松尾潔、堂珍嘉邦、川畑要 / 作曲：MANABOON
J SPORTS STADIUM 2024 野球中継テーマソング